# Thelymitra irregularis
Thelymitra irregularis är en orkidéart som beskrevs av William Henry Nicholls. Thelymitra irregularis ingår i släktet Thelymitra och familjen orkidéer. Inga underarter finns listade i Catalogue of Life.